# The Voice of the Wretched
The Voice of the Wretched er et livealbum af det britiske death/doom metal-band My Dying Bride, som blev udgivet i maj 2002. Indspilningerne fandt sted i Tilburg, Holland den 4. marts 2001. Den oprindelige tryk af albumsomslaget havde spor 2 og 4 sat i forkert rækkefølge, og "Turn Loose The Swans" blev stavet "TRUN Loose The Swans."

## Sporliste
1. "She Is the Dark" – 8:40
2. "Turn Loose the Swans" – 10:02
3. "The Cry of Mankind" – 6:33
4. "The Snow in My Hand" – 6:33
5. "Cruel Taste of Winter" – 6:52
6. "Under Your Wings and into Your Arms" – 5:28
7. "A Kiss to Remember" – 6:55
8. "Your River" – 9:06
9. "The Fever Sea" – 4:13
10. "Symphonaire Infernus et Spera Empyrium" –10:35